# الیاس بودینوت
الیاس بودینوت (Elias Boudinot) (زادهٔ ۲ مه ۱۷۴۰ – درگذشتهٔ ۲۴ اکتبر ۱۸۲۱)، وکیل دادگستری و دولت‌مرد اهل الیزابت، نیوجرسی بود، وی عضو کنگره قاره‌ای (که به‌طور صحیح تر به‌نام کنگره کنفدراسیون از آن یاد می‌شود) بود و از ۱۷۸۲ تا ۱۷۸۳ میلادی به عنوان رئیس این کنگره خدمت کرد. متعاقب جنگ انقلاب آمریکا، او از نیوجرسی در کنگره ایالات متحده آمریکا نمایندگی کرد. وی از سوی رئیس‌جمهور جورج واشینگتن به عنوان رئیس ضرابخانه ایالات متحده گماشته شده و از ۱۷۹۵ تا ۱۸۰۵ میلادی در این سمت خدمت کرد.

## اوایل زندگی و تحصیلات
اِلایاس بودینوت در ۲ مه ۱۷۴۰ در شهر فیلادلفیا در استان پنسیلوانیا زاده شد. پدر ویِ الیاس بودینوت سوم، بازرگان و سیمگر بود؛ او همسایه و دوست بنجامین فرانکلین بود. مادر وی ماری کاترین ویلیامز در هند غربی بریتانیا به‌دنیا آمده بود؛ پدرش از ولز بود. پدربزرگ پدریِ الیاس به‌نام Elie (بعضی مواقع الیاس نیز خوانده می‌شد) بودینوت، فرزند ژان بودینوت و ماری سوری اهل مارانز، اونیس، فرانسه بود. آنها از خانواده اوگنو (پروتستان فرانسوی) بودند که در حدود ۱۶۸۷ میلادی به‌خاطر خودداری از پیگرد مذهبی شاه لوئی چهارم به نیویورک فرار کردند.
ماری کاترین ویلیامز و اِلایاس بودینوتِ پدر در ۸ اوت ۱۷۲۹ باهم ازدواج کردند. طی بیست سال بعدی، آنها باهم نُه فرزند داشتند. نخستین پسر آنها به‌نام جان در هند غربی بریتانیایی- آنتیگوآ به‌دنیا آمد. از میان دیگران، تنها اِلایاس کوچک و آنیس، ماریس و الیشا تا بزرگسالی زنده ماندند. آنیس به یکی از مشهورترین شاعران زن در سیزده مستعمره مبدل شده و کارهای وی در روزنامه‌ها و مجله‌های پیشتاز به نشر می‌رسید. الیشا بودینوت رئیس دیوان عالی نیوجرسی شد.
اِلایاس پس از دریافت آموزش خصوصی درخانه، به پرینستون در نیوجرسی فرستاده شد تا به عنوان کار آموز، نزد ریچارد استاکتون به آموزش حقوق بپردازد. استاکتون یک وکیل مدافع بود و با خواهر بزرگ اِلایاس، آنیس بودینوت ازدواج کرده بود. ریچارد استاکتون بعدتر یکی از امضاءکنندگان اعلامیه استقلال بود.

## حرفه
بودینوت در ۱۷۶۰ میلادی وارد حوزه دادگاهی شده و حرفه خود به عنوان وکیل دادگستری را در الیزابت، نیوجرسی آغاز کرد. او در جوار جادهٔ که از الیزابت‌تاون شروع و تا وودبریج، نیوجرسی منتهی می‌شد، مالک یک قطعه زمین بود.

## ازدواج و خانواده
پس از مسکن گزین شدن، بودینوت در ۲۱ آوریل ۱۷۶۲ با هانا استاکتون (۱۷۳۶ – ۱۸۰۸ میلادی)، کوچکترین خواهر ریچارد، ازدواج کرد. آنها دو فرزند داشتند، ماریا بودینوت که به عمر دو سالگی درگذشت و سوزان ورگریئو بودینوت.
سوزان با ویلیام برادفورد ازدواج کرد، کسی که تحت اداره جورج واشینگتن، قاضی کل پنسیلوانیا و دادستان کل ایالات متحده شد. پس از مرگ شوهر خود در ۱۷۹۵ میلادی، سوزان بودینوت برادفورد دوباره برای زندگی به خانه والدینش بازگشت. این بیوه جوان، مقالات پدر خود را ویرایش می‌کرد. این آثار که حالا توسط دانشگاه پرینستون نگهداری می‌شود، اطلاعات مهمی در مورد رویدادهای عصر انقلاب فراهم می‌کند.
در ۱۸۰۵ میلاد، اِلایاس، هانا و سوزان به خانه جدید خود در برلینگتون، نیوجرسی نقل مکان کردند. هانا چند سال پس از انتقال به خانه جدیدشان درگذشت و اِلایاس بقیه عمر خود را در آنجا سپری کرد.

## حرفه مؤخر
بودینوت در اواخر زندگی خود، روی املاک و زمین سرمایه‌گذاری می‌کرد. او زمین‌های زیادی در اوهایو داشت و از جمله بیشتر مناطق بخش گرین در ملک وی بود، جاییکه حالا بته‌زارهای غربی سینسیناتی واقع شده‌است و یک جاده نیز به نام خانوادگی وی در آنجا وجود دارد. وی هنگام مرگ خود وصیت نمود تا ۱۳٬۰۰۰ آکر (۵۳ کیلومتر مربع) زمین به شهر فیلادلفیا به‌خاطر ساخت پارک‌ها و سایر نیازمندهای شهر از ملک وی داده شود. وی در محوطه کلیسای سنت مری، برلینگتون، نیوجرسی به خاک سپرده شد.

## حرفه سیاسی
بودینوت یک وکیل مشهور شد و حرفه‌اش به شکوفایی رسید. با نزدیک شدن انقلاب آمریکا، او در جناح ویگ‌ها قرار گرفت و در ۱۷۷۵ میلادی در مجلس استانی نیوجرسی انتخاب گردید. در مراحل اولیه جنگ انقلاب آمریکا، او به‌طور فعالانه در تشویق مردم به پذیرفته شدن در خدمت سربازی سهم داشت؛ وی همچنین چندین بار به فرماندهان محلی پول عاریت داد تا تجهیزات نظامی خریداری نمایند. بودینوت از فعالیت‌های جاسوسان شورشی حمایت کرد. پس از اشغال شهر نیویورک توسط بریتانیا، جاسوسان به استتن آیلند و لانگ آیلند در نیویورک فرستاده شدند تا تحرکات پادگان و تیپ‌های مشخص بریتانیایی را رصد نموده و از آن گزارش دهند.
در ۵ مه ۱۷۷۷، ژنرال جورج واشینگتن خواست تا بودینوت را به عنوان مسئول عمومی زندانیان بگمارد. کنگره و هیئت جنگ به این انتصاب موافقت نمودند. بودینوت برای انجام این مأموریت، به عنوان سرهنگ در ارتش قاره‌ای گماشته شد. او تا ژوئیه ۱۷۷۸ خدمت کرد تا اینکه سایر مسئولیت‌ها او را ناگزیر به استعفا نمود. مسئول عمومی زندانیان مسئولیت مراقبت از اسیران دشمن و همچنین مبادله زندانیان دشمن با اسیران جنگی آمریکایی در نزد بریتانیایی‌ها، را بر عهده داشت.
در نوامبر ۱۷۷۷، مجلس قانون‌گذاری نیوجرسی بودینوت را به عنوان یکی از نمایندگان خود در کنگره قاره‌ای دوم انتخاب نمودند. وظایف وی به عنوان مسئول عمومی زندانیان به وی اجازه نمی‌داد تا در جلسه‌های مجلس شرکت نماید، از اینرو او در ماه مه ۱۷۷۸ از شغل خود به عنوان مسئول عمومی زندانیان کنار رفت. تا اوایل ژوئیه جایگزین وی انتخاب شده و او توانست در ۷ ژوئیه ۱۷۷۸ برای نخستین بار در جلسه کنگره شرکت نماید. وی به عنوان نماینده کنگره نیز، همواره نگرانی‌های خود را در رابطه با وضعیت رفاهی اسیران جنگی ابراز می‌داشت. دوره اول وی در همان سال به پایان رسید.
در ۱۷۸۱ میلادی، بودینوت دوباره به کنگره بازگشت و این دوره تا ۱۷۸۳ میلادی خدمت کرد. در نوامبر ۱۷۸۲، وی برای یک دوره تک-ساله به عنوان رئیس کنگره قاره‌ای انتخاب شد. سمت ریاست کنگره بیشتر یک سمت تشریفاتی و بدون صلاحیت واقعی بود، اما داشتن این سمت در واقع مستلزم حفظ یک روابط خوب و امضاء اسناد رسمی بود. در ۱۵ آوریل ۱۷۸۳، او مواد ابتدائی صلح را امضاء کرد. زمانی که حکومت جدید ایالات متحده (US) در ۱۷۸۹ میلادی شکل گرفت، بودینوت از نیوجرسی به عنوان نماینده در مجلس نمایندگان ایالات متحده انتخاب شد. وی در دوره‌های دوم و سوم کنگره نیز انتخاب گردید و معمولاً از اداره وقت حمایت می‌کرد. وی از پیوستن به گروه‌های بزرگتر هم‌عقیده که احزاب سیاسی رسمی را شکل می‌داد، خودداری کرد.
در ۱۷۹۴ میلادی، او خدمت در کنگره برای یک دوره دیگر را نه پذیرفت و در اوایل ۱۷۹۵ میلادی کنگره را ترک کرد. در اکتبر ۱۷۹۵، رئیس‌جمهوری جورج واشینگتن وی را به عنوان رئیس ضرابخانه ایالات متحده گماشت، سمتی که وی در جریان اداره‌های بعدی و تا زمان بازنشستگی خود در ۱۸۰۵ میلادی در آن باقی ماند.

## خدمات عمومی در اواخر عمر
علاوه بر خدمت در سمت‌های سیاسی، اِلایاس در طول حیات خود از آرمان‌های مختلف مدنی، دینی و آموزشی حمایت کرد. بودینوت برای تقریباً نیم قرن از ۱۷۷۲ تا ۱۸۲۱ میلادی به عنوان عضو هیئت امنای کالج نیوجرسی (بعداً، دانشگاه پرینستون) خدمت کرد. زمانی که در جریان دوره ریاست وی، کنگره قاره‌ای مجبور کرده شد تا در ۱۷۸۳ میلادی فیلادلفیا را ترک کند، او جلسات را پرینستون انتقال داده و جلسه را در سالن ناسو کالج برگزار کرد.

در ۲۴ سپتامبر ۱۷۸۹، مجلس نمایندگان رأی موافق داد تا نخستین تعدیل قانون اساسی جدید جهت تصویب به ایالت‌ها معرفی گردد. روز بعدی، عضو کنگره بودینوت پیشنهاد نمود که مجلس نمایندگان و مجلس سنا به‌طور مشترک از رئیس‌جمهوری واشینگتن بخواهند تا یک روز را به عنوان روز شکرگزاری «در مقابل احسان‌های بی‌شماری که خدای متعال ارزانی نموده‌است» اعلام نماید. بودینوت اظهار داشت که 
وی نمی‌توانست اجازه دهد تا این جلسه پایان یابد، بدون اینکه فرصتی به تمامی شهروندان ایالات متحده داده شود تا با یک صدای واحد شکرگزاری صادقانه خود را به خدای متعال در مقابل نعمات فراوانی که به آنها ارزانی داشته‌است، تقدیم نمایند.
بودینوت در ۱۸۱۴ میلادی به عنوان عضو انجمن عتیقه‌شناسان آمریکا انتخاب گردید.
بودینوت که یک پرسبیترین راسخ بود، از مبلغان مسیحی و کارهای تبلیغی حمایت کرد. او اثر عصر مکاشفه را در مقابل اثر توماس پین به‌نام عصر خرد، نوشت. او یکی از بنیان‌گذاران انجمن انجیل آمریکا بود و پس از ۱۸۱۶ میلادی به عنوان رئیس آن خدمت کرد.
وی در راستای حقوق شهروندان سیاه‌پوست و هندی‌های بومی استدلال نموده و از مکاتب شبانه‌روزی برای آموزش دانشجویان هندی در کنکت حمایت مالی نمود. یکی از این نوجوانان چروکی که گالجینا اواتی نام داشت و به‌نام بوک واتی نیز شناخته می‌شد، با بودینوت در برلینگتون می‌ماند و از آنجا به مدرسه می‌رفت. این دو نفر به حدی یکدیگر را تحت تأثیر قرار دادند که گالجینا از دولت‌مرد اجازه خواست تا نام وی را به عنوان نام خود اقتباس نماید. این مرد که به اِلایاس بودینوت معروف بود بعدها ویراستار چروکی فینیکس شد که نخستین روزنامه در سطح ملی که به زبان انگلیسی و چروکی به چاپ می‌رسید.

## میراث و افتخارات
- کتابخانه دانشگاه پرینستون مقاله‌های بودینوت-استاکتون و همچنین تعدادی از املاک و تصاویر خانوادگی آنها را نگه می‌دارد.
- مدرسه ابتدایی اِلایاس بودینوت در برلینگتون، نیوجرسی به افتخار وی نام‌گذاری شده‌است و برخی از مکان‌های دیگر عبارت از:
- جاده بودینوت در فیلادلفیا که در میان جاده‌های C و D واقع شده‌است.
- خیابان بودینوت در وسترن هیلز، سینسیناتی، اوهایو، مقر اصلی پیتزافروشی LaRosa's.
- قصر بودینوت در الیزابت، نیوجرسی.
- جاده بودینوت در الیزابت، نیوجرسی.
- کوچه بودینوت در شهرک فرانکلین، نیوجرسی.
- کشتزار بودینوت-ساوتارد-راس در شهرک برناردز، شهرستان سامرست، نیوجرسی

## ارجاعات
1. ↑  Elias Boudinot, Biographical Directory of the United States Congress. Accessed August 21, 2007.
2. ↑  Jillson, Calvin C.; Wilson, Rick K. (1994). Congressional Dynamics: Structure, Coordination, and Choice in the First American Congress, 1774–1789. Stanford: Stanford University Press. pp. 76–80. ISBN 0-8047-2293-5.
3. ↑  "Treaty of Paris: Primary Documents of American History (Virtual Programs & Services, Library of Congress)". www.loc.gov. Retrieved August 2, 2018.
4. ↑  The Annals of the Congress, The Debates and Proceedings in the Congress of the United States, Compiled From Authentic Materials, compiled by Joseph Gales, Senior (Washington, DC: Gales and Seaton, 1834), 1:949–950
5. ↑  "MemberListB". Retrieved August 2, 2018.